# Julius Patzak
Julius Patzak (Viena, 9 d'abril, 1898 - Rottach-Egern (Baiza Baviera), 26 de gener, 1974), va ser un cantant d'òpera i lieder (tenor) austríac.

## Biografia
Julius Patzak va estudiar contrapunt i composició amb Eusebius Mandyczewski, Guido Adler i Franz Schmidt. Després va treballar com a músic d'església, va iniciar una carrera de cant autodidacta el 1926 i va debutar aquell mateix any com a Radames a lAïda de Verdi al Teatre Municipal de Reichenberg. El 1927/28, va cantar al Teatre Municipal de Brno i va ser contractat per l'Òpera Estatal de Baviera el 1928, on va romandre com un membre cèlebre del conjunt fins al 1947. El 1944, Patzak va ser a la Gottbegnadeten-Liste beneïts per Déu del Ministeri d'Il·lustració Pública i Propaganda del Reich.
Patzak es va fer internacionalment conegut pels seus papers de Mozart al Festival de Munic a la dècada de 1930; també hi va cantar a les estrenes de les òperes Das Herz de Hans Pfitzner (1931), Friedenstag de Richard Strauss (1938) i Der Mond de Carl Orff (1939). Les gires com a convidat el van portar a Milà, Copenhaguen, Amsterdam, Budapest, Zuric i Praga, entre d'altres. Patzak va aparèixer gairebé anualment al Festival de Salzburg, fins i tot com a cantant de concerts. Del 1945 al 1959, va ser membre de l'Òpera Estatal de Viena, i des del 1948 va ser professor a l'Acadèmia de Música de Viena, treballant com a cantant fins al 1966.
Patzak també va ser aclamat com a cantant d'oratori (Evangelista a les Passions de Bach i especialment com a Johannes a Das Buch mit sieben Siegeln de Franz Schmidt) i cantant de lieder (Winterreise de Schubert, cançons orquestrals de Richard Strauss). Entre els seus papers d'èxit hi ha els de Florestan a Fidelio i el personatge principal a Palestrina de Pfitzner.
Patzak va passar els seus últims anys a Rottach-Egern. Va ser enterrat al Waldfriedhof de Munic, a la Part Vella.
El primer matrimoni de Patzak va ser amb la cantant d'òpera Hedi Steiner, i el segon amb Maria "Mimi" Walter, filla del reial Kammersänger bavarès Raoul Walter (1863–1917) i néta del reial Kammersänger vienès Gustav Walter (1834–1910). Patzak va tenir una filla, Eva (*1930), que es va casar amb l'actor Peter Pasetti.
El 2010, Patzakweg a Viena-Döbling (districte 19) va rebre el nom del cantant.
Va fer molts discos per a Grammophon (Berlín 1929–1938) i Decca (Viena 1947–1948), així com nombrosos LP (especialment per a Decca i Preiser), i enregistraments de ràdio.

## Premis
- 1958: Medalla Mozart de la Societat Mozart de Viena[2]

## Enregistraments (selecció)
Enregistraments (selecció)

Ludwig van Beethoven:
- Fidelio: Helena Braun (Leonore), Julius Patzak (Florestan), Ferdinand Frantz (Pizarro), Josef Greindl (Rocco), Karl Schmitt-Walter (Don Fernando), Elfride Trötschel (Marzelline), Richard Holm (Jaquino), Alfons Fügel (Primer presoner), Heinz Maria Lins (Segon presoner) i altres, Cor i Orquestra Simfònica de la Ràdio Bavaresa, Director: Eugen Jochum, Munic, abril de 1951 – Publicat: 2004 (WALHALL) i 2005 (Cantus Classics)